# Бураковське
Бураковське (пол. Burakowskie) — село в Польщі, у гміні Лохув Венґровського повіту Мазовецького воєводства.
Населення — 156 осіб (2011).
У 1975-1998 роках село належало до Седлецького воєводства.

## Демографія
Демографічна структура станом на 31 березня 2011 року:
|          | Загалом | Допрацездатний вік | Працездатний вік | Постпрацездатний вік |
| -------- | ------- | ------------------ | ---------------- | -------------------- |
| Чоловіки | 70      | 14                 | 50               | 6                    |
| Жінки    | 86      | 20                 | 54               | 12                   |
| Разом    | 156     | 34                 | 104              | 18                   |